# Ilimuda
L'Ilimuda és un estratovolcà que es troba a l'est de l'illa de Flores, Indonèsia. El cim s'alça fins als 891 msnm. El cràter fa un quilòmetre d'amplada i 450 metres de fondària. Es desconeix quan va tenir lloc la seva darrera erupció.